# Заместитель президента и вице-президент Кении

Приведены вице-президенты (1964—2013) и заместители президента (с 2013) Кении.

## Список вице-президентов
Пост вице-президента (англ. Vice-President of Kenya, суахили Makamu wa Rais wa Kenya) был установлен одновременно с преобразованием Кении в республику, для временного замещения вакантного президентского поста, на срок не более 90 дней, до проведения новых выборов.
|                                                               | Портрет          | Имя                                                                           | Начало полномочий | Окончание полномочий          | Партия                                | Президент                |
| ------------------------------------------------------------- | ---------------- | ----------------------------------------------------------------------------- | ----------------- | ----------------------------- | ------------------------------------- | ------------------------ |
| 1                                                             |                  | Джарамоги Аджума Огинга Одинга (1911—1994) англ. Jaramogi Ajuma Oginga Odinga | 12 декабря 1964   | 14 апреля 1964                | Национальный союз африканцев Кении    | Джомо Кениата            |
| 2                                                             |                  | Джозеф Зузарте Мурумби (1911—1990) англ. Joseph Zuzarte Murumbi               | 12 декабря 1964   | 14 апреля 1964                | Национальный союз африканцев Кении    | Джомо Кениата            |
| 3                                                             |                  | Дэниэл Торойтич арап Мои (1924—2020) англ. Daniel Toroitich arap Mo           | 14 апреля 1964    | 22 августа 1978               | Национальный союз африканцев Кении    | Джомо Кениата            |
| 4                                                             |                  | Эмилио Стэнли Мваи Кибаки (1931—2022) англ. Emilio Stanley Mwai Kibaki        | 14 октября 1978   | 24 марта 1988                 | Национальный союз африканцев Кении    | Дэниэл Торойтич арап Мои |
| 5                                                             |                  | Джозефат Ньюгуна Каранья (1931—1994) англ. Josephat Njuguna Karanja           | 24 марта 1988     | 1 мая 1989                    | Национальный союз африканцев Кении    | Дэниэл Торойтич арап Мои |
| 6 (I)                                                         |                  | Джордж Мусенги Саитоти (1945—2012) англ. George Musengi Saitoti               | 1 мая 1989        | 8 января 1998                 | Национальный союз африканцев Кении    | Дэниэл Торойтич арап Мои |
| должность вакантна с 8 января 1998 года по 3 апреля 1999 года |                  |                                                                               |                   |                               |                                       | Дэниэл Торойтич арап Мои |
| 6 (II)                                                        |                  | Джордж Мусенги Саитоти (1945—2012) англ. George Musengi Saitoti               | 3 апреля 1999     | 30 августа 2002               | Национальный союз африканцев Кении    | Дэниэл Торойтич арап Мои |
| 7                                                             |                  | Уайклифф Мусалия Мудавади (1960—) англ. Wycliffe Musalia Mudavadi             | 30 августа 2002   | 3 января 2003                 | Национальный союз африканцев Кении    | Дэниэл Торойтич арап Мои |
| 8                                                             |                  | Майкл Киджана Уамалва (1944—2003) англ. Michael Kijana Wamalwa                | 3 января 2003     | 23 августа 2003               | Национальный альянс радужной коалиции | Мваи Кибаки              |
| 9                                                             |                  | Артур Муди Амори (1928—) англ. Arthur Moody Awori                             | 25 сентября 2003  | 16 сентября 2007              | Национальный альянс радужной коалиции | Мваи Кибаки              |
|                                                               | 16 сентября 2007 | Артур Муди Амори (1928—) англ. Arthur Moody Awori                             | 9 января 2008     | Партия национального единства |                                       | Мваи Кибаки              |
| 10                                                            |                  | Стивен Калонзо Мусиока (1953—) англ. Stephen Kalonzo Musyoka                  | 9 января 2008     | 9 апреля 2013                 | независимый                           | Мваи Кибаки              |
| пост упразднён                                                |                  |                                                                               |                   |                               |                                       |                          |

## Список заместителей президента
Пост заместителя президента (англ. The Deputy President of Kenya, суахили Naibu Rais wa Kenya) был установлен как замена поста вице-президента. В отличие от вице-президента, заместитель президента непосредственно принимает президентскую присягу в случае образования президентской вакансии, на период до окончания полномочий избранного ранее президента.
|   | Портрет         | Имя                                                            | Начало полномочий | Окончание полномочий                | Партия                              | Президент            |
| - | --------------- | -------------------------------------------------------------- | ----------------- | ----------------------------------- | ----------------------------------- | -------------------- |
| 1 |                 | Уильям Самои арап Руто (1966—) англ. William Samoei arap Ruto  | 9 апреля 2013     | 8 сентября 2016                     | Национальный альянс                 | Ухуру Муигаи Кениата |
|   | 8 сентября 2016 | Уильям Самои арап Руто (1966—) англ. William Samoei arap Ruto  | 13 сентября 2022  | Юбилейная партия                    |                                     | Ухуру Муигаи Кениата |
|   | 8 сентября 2016 | Уильям Самои арап Руто (1966—) англ. William Samoei arap Ruto  | 13 сентября 2022  | Объединённый демократический альянс |                                     | Ухуру Муигаи Кениата |
| 2 |                 | Джеффри Ригати Гачагуа (1965—) англ. Geoffrey Rigathi Gachagua | 13 сентября 2022  | действующий                         | Объединённый демократический альянс | Уильям Руто          |